# Tardía Moi Grande (pera)
Tardía Moi Grande ( en el Centro de Investigaciones Agrarias Mabegondo (CIAM) conocida como: CO12) es el nombre de una variedad cultivar de pera europea Pyrus communis. Esta pera está cultivada en la colección de la Centro de Investigaciones Agrarias Mabegondo (CIAM) con la accesión identificativa "CO12", procedente de un espécimen encontrado en la Provincia de La Coruña. Esta pera también está cultivada en diversos viveros entre ellos algunos dedicados a conservación de árboles frutales en peligro de desaparición. Esta pera es originaria de Galicia, donde tuvo su mejor época de cultivo comercial antes de la década de 1960, y actualmente en menor medida aún se encuentra.

## Sinonimia
- "Pera Tardía Muy Grande",[7][8]
- "Tardía Muy Grande CO12".[9][10][11]

## Historia
'Tardía Moi Grande' está considerada incluida en las variedades locales autóctonas muy antiguas, cuyo cultivo se centraba en comarcas muy definidas. Se caracterizaban por su buena adaptación a sus ecosistemas y podrían tener interés genético en virtud de su adaptación. Se encontraban diseminadas por todas las regiones fruteras españolas, aunque eran especialmente frecuentes en la España húmeda. Estas se podían clasificar en dos subgrupos: de mesa y de cocina (aunque algunas tenían aptitud mixta).
'Tardía Moi Grande' es una variedad clasificada como de mesa, difundido su cultivo en el pasado por los viveros comerciales y cuyo cultivo en la actualidad se ha reducido a huertos familiares y jardines privados.

## Características
El peral de la variedad 'Tardía Moi Grande' tiene un vigor medio, con porte erguido y de talla pequeña, muy productivo; florece en la primera semana de abril (media); tubo del cáliz pequeño en forma de embudo con conducto medio o largo, estrecho o ensanchándose hacia el corazón.
La variedad de pera 'Tardía Moi Grande' tiene un fruto de tamaño medio; forma piriforme, cuello casi nulo, ligeramente asimétrica, y con contorno más bien regular, de peso 93,00 gr., diámetro máximo 56 mm, posición del "DM" en el medio, longitud "L" es de 56 mm, la relación "L/DM" es de 0,99 mm (pequeña), la "DDM" (distancia al "DM" en mm) es de 32 mm (grande), y el perfil de los laterales es convexo; piel áspera y ruda; con color de fondo amarillo, importancia del sobre color ausente, color del sobre color ausente, distribución del sobre color ausente, el ruginoso-"russeting" de color cobrizo anaranjado cubre la casi totalidad de la piel, presentando un punteado ruginoso-"russeting" grueso, "russeting" (pardeamiento áspero superficial que presentan algunas variedades) muy fuerte (76-100%);
Pedúnculo de longitud medio a largo, de grosor medio, semi-carnoso, recto, implantado ligeramente oblicuo, cavidad del pedúnculo estrecha, y de profundidad poca; anchura de la cavidad calicina media, poco profunda, forma regular, borde liso o algo rebajado; ojo medio, semiabierto. Sépalos medios, triangulares, y algo convergentes, a veces caídos.
Carne de color crema amarillenta; textura basta, semi-fundente, jugosa; sabor característico de la variedad, de dulzor medio y aromático, bueno; corazón pequeño, redondeado, muy próximo al ojo. Eje corto, lanceolado, estrecho y relleno. Celdillas medianas, elípticas, algo puntiagudas en la parte inferior. Semillas de tamaño medio, alargadas con cuello bastante marcado, en su mayoría abortadas. Azúcares totales (ºBrix): 14 (altos).
Dureza con piel (kg/cm² ): 5,2 (muy baja) Dureza sin piel (kg/cm² ): 3,2 (muy baja)
La pera 'Tardía Moi Grande' tiene una época de maduración y recolección en 4.ª semana de septiembre (tardía) (en CIAM). Se usa como pera de mesa fresca, y en cocina para hacer compotas.

## Susceptibilidades
Esta variedad presenta susceptibilidad ausente a la sarna del peral.